# Ziemowit Fedecki

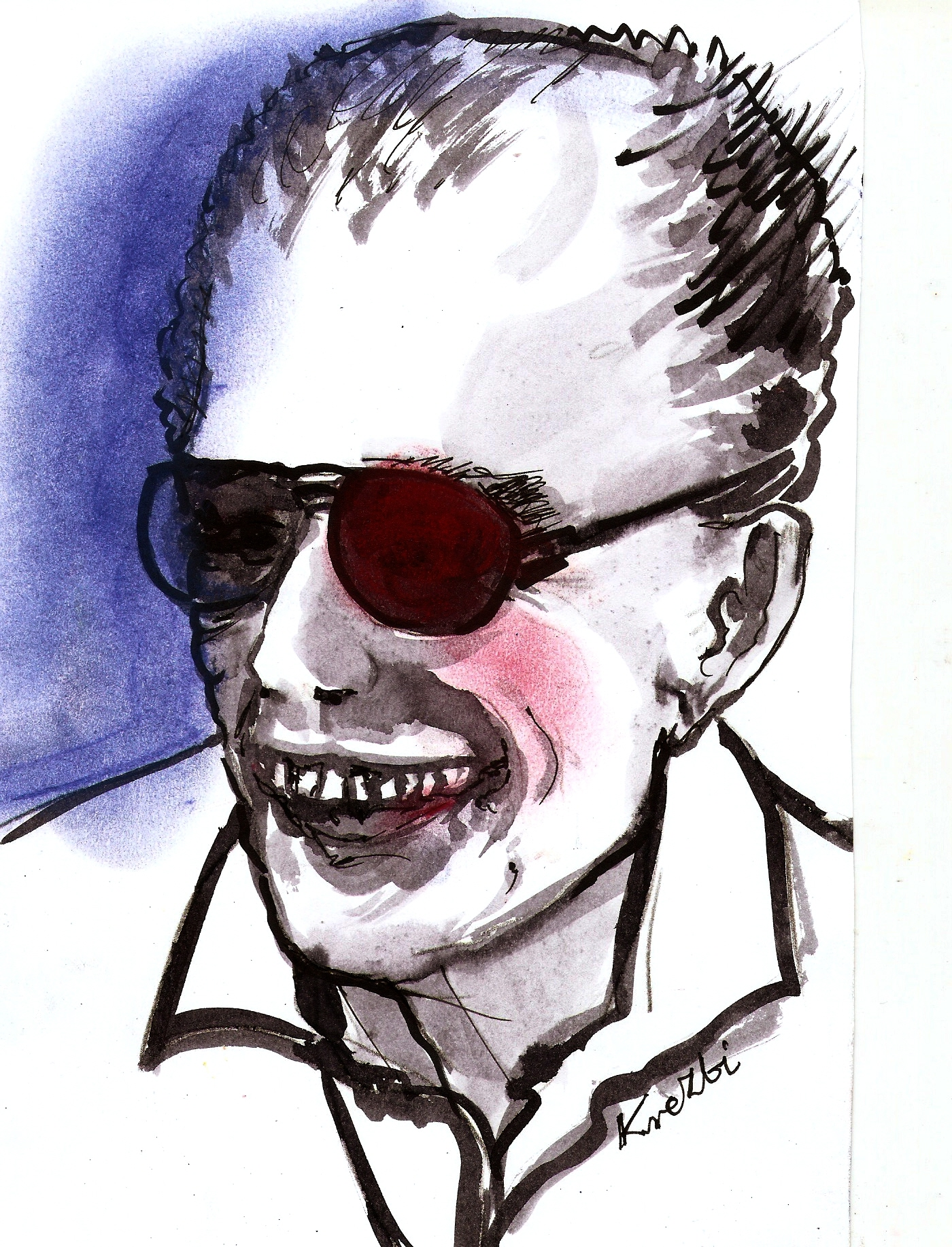
Ziemowit Fedecki
autor Zbigniew Kresowaty

Ziemowit Fedecki (ur. 24 września 1923 w Lebiodzie na Białorusi, zm. 8 stycznia 2009 w Warszawie) – polski slawista i tłumacz literatury rosyjskiej, białoruskiej i francuskiej. 

## Życiorys
Podczas okupacji niemieckiej pomagał w ratowaniu ludności żydowskiej. W latach 1948–1950 kierownik redakcji literatury rosyjskiej w Wydawnictwie Czytelnik. W 1954 był współzałożycielem STS, dla którego pisywał teksty kabaretowe i rewiowe. Od 1950 stały współpracownik miesięcznika Twórczośćoraz attaché kulturalny ambasady polskiej w Rosji. Fedecki był tłumaczem utworów rosyjskiej prozy i poezji, m.in. utworów: Aleksandra Kuprina, Jurija Tynianowa, Michaiła Bułhakowa, Jurija Trifonowa, Nikołaja Zabołockiego, Sergiusza Jesienina, Włodzimierza Wysockiego, Mariny Cwietajewej, Izaaka Babla, Borysa Pasternaka i Bronisławy Wajs „Papuszy”. Fedecki był długoletnim przyjacielem Edwarda Stachury, którego wiersze wielokrotnie publikował w „Twórczości”. Śladem tej przyjaźni jest pozostawiona przez poetę korespondencja.
Zmarł w Warszawie, pochowany na cmentarzu Powązkowskim (kwatera 261-1-15).

## Nagrody
- nagroda literacka ZAiKS-u dla tłumaczy (1981)[4]
- Nagroda PEN Clubu za przekłady na język polski literatury rosyjskiej, białoruskiej i francuskiej (2001)[1]